# Estabilitzador vertical

Estabilitzador vertical individual convencional d'un avió Boeing B-29 Superfortress.

L'estabilitzador vertical o deriva d'una aeronau, míssil o bomba militar es la superfície destinada a garantir l'estabilitat en la direcció, proporcionant característiques d'estabilitat aerodinàmica direccional i fent possibles les maniobres fora del pla de simetria, l'aterratge amb vent creuat i el control després de la fallada d'un motor situat fora del pla de simetria. Normalment es troba a la part superior i posterior del centre de gravetat del fuselatge i sol estar format per un pla fix, anomenat deriva, i el timó de direcció.